# Bernhard Jakobsson
Karl Bernhard Jakobsson, född 12 mars 1886 i Hällestads socken, Östergötlands län, död 21 december 1958 i Risinge socken, Östergötlands län, var en svensk spelman och fiolbyggare.

## Biografi
Bernhard Jakobsson föddes 12 mars 1886 på Österby i Hällestads socken. Han var son till Karl Axel Jakobsson och Johanna Andersdotter.  Familjen flyttade 1896 till Risinge socken och 1901 till Kullerstads socken. Jakobsson flyttade 1906 till Amerika och återkom 1915. Han flyttade 1917 till Stockholm och samma år till Åtvids socken. Jakobsson gifte sig 26 juni 1917 med Ida Maria Petersson. Familjen bosattes sig 1918 i Risinge socken. Jakobsson avled 21 december 1958 i Risinge socken.
När Jakobsson var nio år gammal så möte han spelmannen och fiolbyggaren Anders Larsson (Anders i Sången) i Kråksången. På en fiol som var tillverkad av Larsson lärde sig Jakobsson sina första låtar. Några av dom spelmän som Jakobsson lärde känna var Carl August Lindblom, Adolf Lindman i Risinge, Otto Ferdinand Törnqvist (född 1863) i Finspång och Carl Govert Norberg (1840–1903) i Finspång. Jakobsson har även arbetat som fiolbyggare. Han fick på instrumentutställningen 1925 i Stockholm, pris för sina fioler.

## Verklista
Dessa låtar är hämtade från en notbok som ägdes av Carl August Lindblom.
- Vals i A-dur efter Carl August Lindblom.
- Vals i A-dur efter Carl August Lindblom.
- Vals i A-dur efter Carl August Lindblom.
- Vals i D-dur efter Carl August Lindblom.
- Polska i F-dur efter Carl August Lindblom.
- Polska Regnapolskan i Bb-dur efter Carl August Lindblom.
- Vals i A-dur efter Carl August Lindblom.
- Vals Strömkarlens vals i A-dur efter Carl August Lindblom.
- Polska i D-dur efter Otto Ferdinand Törnqvist.

Dessa låtar är upptecknade ur Jakobssons minne.
- Vals i D-dur, Jakobsson lärde sig valsen som ung av Adolf Lindman, Risinge.
- Polska i G-dur efter Adolf Lindman.
- Polska i D-dur efter Adolf Lindman.
- Vals i G-dur efter Otto Ferdinand Törnqvist. Som hade lärt sig valsen av Carl Govert Norberg, Finspång.
- Vals i G-dur efter Otto Ferdinand Törnqvist och Carl Govert Norberg, Finspång.
- Vals i G-dur efter Anders i Sången.